# Новобайрамгулово
Новобайрамгу́лово (баш. Яңы Байрамғол) — деревня в Учалинском районе Республики Башкортостан Российской Федерации. Центр Новобайрамгуловского сельсовета.

## География

### Географическое положение
Расстояние до:
- районного центра (Учалы): 60 км,
- ближайшей железнодорожной станции (Урал-Тау): 65 км.

## Население
| 2002 | 2009 | 2010 |
| ---- | ---- | ---- |
| 512  | ↘499 | ↘444 |

Национальный состав
Согласно переписи 2002 года преобладающая национальность — башкиры (100 %).

## Религия
В деревне есть мечеть.

## Известные уроженцы
- Аиткулова, Эльвира Ринатовна (род. 19 августа 1973 года) — государственный и общественный деятель Республики Башкортостан, Председатель Президиума Всемирного Курултая башкир (2019), Депутат Государственного собрания — Курултая Республики Башкортостан (2013—2021), Депутат Государственной Думы Российской Федерации (2021). Учёный-филолог. Кандидат филологических наук. Журналист.
- Аллаярова, Нажия Хибатовна (род. 15 июля 1936 года) — певица Башкирского театра оперы и балета, народная артистка БАССР (1977).
- Байрамгулова, Ниля Ильясовна (род. 21 февраля 1948 года) — певица, народная артистка Башкортостана (1997).

## Достопримечательности
Около деревни, на берегу реки Урал находится памятник археологии «Новобайрамгуловская стоянка».  Объект культурного наследия № 0301017000